# Тайнанська астрономічна освітня зона
Тайнанська астрономічна освітня зона (англ. Tainan Astronomical Education Area, TAEA) — освітній центр у селі Цюсі в районі Даней на Тайвані.

## Історія
У 2002 році район Даней був обраний місцем для будівництва освітньої зони. Будівництво обсерваторії почалось в 2004 році й завершилось 11 серпня 2006 року. Вона була відкрита для використання 1 січня 2007 року. Будівництво решти приміщень було завершено у 2012 році. Освітня зона розпочала роботу в тестовому режимі 1 лютого 2013 року й була офіційно відкрита 29 червня 2013 року.

## Архітектура
Комплекс розташований на висоті 110 метрів над рівнем моря. Він складається з обсерваторії, музею астрономії та планетарію. Обсерваторія має 76-сантиметровий телескоп, найбільший телескоп на Тайвані.